# Reuteroscopus carolinae
Reuteroscopus carolinae är en insektsart som beskrevs av Knight 1965. Reuteroscopus carolinae ingår i släktet Reuteroscopus och familjen ängsskinnbaggar. Inga underarter finns listade i Catalogue of Life.